# Distretto di Ouled Yaïch
Il distretto di Ouled Yaïch è un distretto della provincia di Blida, in Algeria, con capoluogo Ouled Yaïch.